# 운동실조
운동실조(運動失調, ataxia) 또는 운동실조증(運動失調症) 또는 협동운동못함증 또는 조화운동불능은 보행 이상을 포함한 자율 근육 운동 협응이 부족한 신경학적 징후이다. 간단히 실조(失調)라고도 한다. 영어 낱말 ataxia는 그리스어 낱말 α- [부정을 뜻하는 전치사] + -τάξις [순서]의 결합에서 비롯된 것으로, 순서의 부족을 뜻한다.
수의운동불능(隨意運動不能, dystaxia)은 중등도의 운동실조이다. 프리드라이히 운동실조는 가장 흔한 주증상으로서 보행 이상을 보인다.

## 기타 용법
"운동실조"(ataxia)라는 용어는 때때로 일부 생리학적 과정에서 조정이 부족함을 나타내기 위해 더 넓은 의미로 사용된다. 그 예로는 시신경 운동실조(optic ataxia. 시각적 입력과 손 움직임 사이의 조정 부족으로 인해 물체에 접근하거나 잡을 수 없음) 및 호흡 운동실조(ataxic respiration. 보통 연수에 있는 호흡 중추의 기능 장애로 인해 호흡 운동의 조정 부족)가 있다.
시각 운동실조(optic ataxia)는 위치 정보를 결합하고 표현하며 이를 움직임과 연관시키는 역할을 하는 후두정엽 피질(posterior parietal cortex)의 병변으로 인해 발생할 수 있다. 후두정피질의 출력에는 척수, 뇌간 운동 경로, 전운동 및 전두엽 피질, 기저핵 및 소뇌가 포함된다. 후두정피질의 일부 뉴런은 의도에 따라 조절된다. 시신경 운동실조는 일반적으로 발린트 증후군의 일부이지만 시각 연관 피질과 전두엽 전운동 및 운동 피질 사이의 단절을 나타내므로 상두정 소엽 손상과 별도로 볼 수 있다.

## 같이 보기
- 두 흐름 가설 (two-streams hypothesis)

## 참고 문헌
- Pagon RA, Bird TD, Dolan CR, Stephens K, Adam MP, Bird TD (1998). 《Hereditary Ataxia Overview (last revision 2012)》. 《All GeneReview》. PMID 20301317.
- Manto M, Gruol D, Schmahmann J, Koibuchi N, Rossi F (2013). 《Handbook of the Cerebellum and Cerebellar Disorders》. 《Springer》.